# Palazzo Giulini
O Palazzo Giulini é uma villa nobre de Sorico, na Província de Como. A Villa Giulini em Sorico foi erguida por vontade do Conde Giulini no período que vai de 1650 aos inícios do século XVIII.

## História

### A família Giulini de Sorico
Poderosa família nobre, transferida já no século XVII para os ambientes citadinos milaneses, os Giulini têm em Sorico o lugar natal de muitas gerações originárias daquele ramo nobre que, no final do século XV, abandonou a terra de proveniência, ainda hoje chamada Giulino, na comuna de Mezzegra, dividindo-se em três ramos: um ramo de Piuro, outro de Torno e outro ainda de Sorico.
Entre os três ramos, o de Sorico foi o que teve as maiores tradições nobres. O padrão de vida dos condes foi tal que em pouco tempo se tornaram numa das principais famílias da aristocracia milanesa, tendo dado insígnes homens ao governo, aos estudos e à indústria. 
Entre as numerosas personagens de destaque é obriatório dar especial atenção a duas: os irmãos Faustino e Giorgio Giulini. Faustino (Miro Faustino Maria) Giulini nasceu em Milão no ano de 1667. Doutor colegial da cidade de Como, foi nomeado reitor primário na faculdade de jurisprudência da Universidade de Pavia. Contribuiu, juntamente com o seu irmão Giorgio, na reedificação da colegiada de Sorico e obteve com ele o jurispatronato. Morreu em Pavia em 1719, deixando como herdeiro da sua substância o irmão, o Conte Giorgio Giulini. O seu coração embalsamado foi transportado, como tinha estabelecido no testamento, para o Oratorio della Beata Vergine al fiume, que mandou que fosse edificado à sua conta em Sorico.
O Conde Giorgio (Giorgio Antonimo) Giulini nasceu, igualmente, em Milão no ano de 1661. Ligou-se ao direito junto da Universidade de Pavia em 1681. Em 1699 foi criado vigário geral do estado de Milão e admitido no colégio dos Doutores de Como. Em 1703 obteve, juntamente com o seu irmão Faustino, o jurispatronato da Igreja de São Stefano em Sorico. Em 1708 foi-lhe conferido o ofício de Régio Advogado Geral e três anos depois foi incluido entre os decuriões da cidade de Como e criado Regio Ducal Senatore. Nos anos de 1716 e 1717 foi podestà de Pavia; em 1723, presidente do tribunal da saúde; em 1725, um dos protectores do Regio Economato (Tesoureiro Régio). Foi ele quem decidiu iniciar a construção da villa em Sorico, que acabou por ser acabada pelo seu filho Giovanni. 
É necessário assinalar que o ramo nobre dos Giulini de Sorico se transferiu definitivamente para Milano na segunda metade do século XIX. Em Sorico e nas áreas limítrofes, o apelido "Giulini" já não representa a linha nobre que teve origem no século XV.

### O palácio
O Palazzo Giulini foi idealizado para estar a par das mais sumptuosas residências da época e para demonstrar nos ambientes nobres milaneses aquela continuidade de poder e tradições radicadas em Sorico pela família.
Com a fachada aberta em direcção ao Lago Como, era formada por um grande corpo central mais elevado, encurvado nos flancos com duas alas avançadas e duas escadarias que as ladeavam, conduzindo a um amplo terraço central de entrada. O elegante estilo barroco da villa mostrava-se em quatro pisos com interiores ricamente decorados com estuques, afrescos e trabalhos em madeira.
Os grandes janelões que iluminavam os salões internos ofereciam uma vista deslumbrante dos jardins e um pouco além sobre todo o Alto Lario. As fachadas, também estas adornadas com scagliole pintadas de ocre, inseriam a villa no contexto decorativo do jardim. Este era formado por sete grandes tanques que, em jeito de escadaria, subiam da estrada até à villa. Alimentados pelo contínuo fluxo da água proveniente da vizinha torrente, os tanques criavam intrmitentes e agradáveis cascatas. O doce som do fluir da água de um nível para outro das pesqueiras apagava os sentidos e dava a todo o conjunto da villa vida, alegria e dinamismo. As descrições da época falavam com maravilha destes jardins.
No dia 1 de Setembro de 1755, uma terrível aluvião devastou Sorico. A villa foi inundada pela mesma corrente que fornecia de água o jardim, a qual rompeu os muros, invadiu a casa e arruinou o jardim. Escreve o arcipreste de Sorico contemporâneo do evento nos registos anuais conservados no arquivo paroquial: 
"De 1746 a 1756 análise. Estão inscritos os matrimónios no final do livro dos defuntos, agora tudo arruinado pela aluvião do rio em Sorico seguida à noite do primeiro de Setembro de 1755 que não deixou em Sorico nem prados nem hortas, nem jardins, e encheu todas as casas de materiais e deixou-as inabitáveis; coisa inédita, de forma que não seria suficiente este volume para revivê-lo, o que quem lê pode compreender.
1780. No dia 13 de Outubro o rio fez estrago como em cima e ainda mais enquanto deitou terra até aos balaústres da igreja e todos os paramentos soterrou e pouco faltou para soterrar também o SS Sacramento.[…]"
Foi este episódio a decretar o lento final da villa. De facto, o Conde Giovanni Giulini, depois deste inesperado acontecimento, tomou consciência da impossibilidade de poder reaver o esplendor original da sua residência invernal e, talvez intimidado pela força da vizinha corrente, preferiu transferir-se para Gravedona. Foi então que o palácio, de nobre residência de nobre senhores, foi readaptado a usos rurais, como celeiro e armazém, sem mais manutenção e, pelo contrário, espoliado de muitas das suas decorações, como afrescos, portas e mobiliário, perdendo a memória da sua passada grandeza.
A villa foi colocada à venda no ano de 1800, juntamente com todas as propriedades da família Giulini, que compreendiam também os Piani di Spagna. A posse da villa passou definitivamente para várias famílias do lugar por volta do ano 1850.
Internamente, a villa continha preciosos mosaicos e belíssimos afrescos, removidos anos atrás e levados para outro lugar.

## Descrição
O palácio ergue-se com as suas tristes ruínas a norte da estrada nacional S.S. 340, numa zona de grande interesse panorâmico sobre todo o Alto Lario, caracterizada por uma forte expansão construtiva. A Villa Giulini chegou aos nossos dias num estado de degradação avançada, completamente abandonada há mais de cinquenta anos, dada a progressiva diminuição da actividade agrícola de subsistência e da atitude edificante do terreno onde surgia o jardim. Até ao presente momento ninguém pensou na recuperação da villa, a qual se encontra em condições críticas. 
O grandioso monumento, único no Lago de Como pela tipologia arquitectónica e implantação externa do jardim, ainda domina com as suas imponentes ruínas a povoação de Sorico e deixa ler na sua estruura, até agora, os volumes originais, os ambientes e as decorações do passado.
Para melhor descrever a decadência da villa, é por bem dividi-la em três partes: uma ala oeste voltada para Gera Lario, um bloco central elevado por um ático e uma ala leste voltada para a povoação de Sorico.

### Ala leste
A ala leste foi seguramente a parte do palácio mais atingida pela aluvião setecentista: de facto, todo o piso térreo, até uma cota de 4 metros do nível de fundação, está inteiramente sepultada por detritos aluvionais. Aqui, só se podia aceder pelo lado norte com a recuperação em alguns troços da antiga cota original. A queda da parede externa sul e parte da parede leste descreve a violência das águas naquele dia de ruína. As decorações na fachada leste estão totalmente desaparecidas. O interior, apenas com as paredes externas, só dá a ideia da forma dos locais, dado que as abóbadas estão todas desmoronadas. Alumas destas foram substituidas por uma plataforma em traves de aço e lajes volterranas de forma a criar um sólido piso destinado a guardar o feno dos camponeses. No que diz respeito à cobertura, a original foi substituida por uma mais recente que, em parte, ainda se apoia sobre a antiga estrutura.

### Bloco central
Movendo o exame da villa para oeste, encontra-se o bloco central. Elevado por um ático que confere à villa um sentido de dinâmica para o alto, como parte da ala leste, está privado da cobertura, desmoronada nos últimos dois séculos pela impossibilidade de se efectuarem manutenções dada a vertiginosa altura de 19 metros. 
O piso térreo é caracterizado pela presença dum compartimento com abóbada de berço que servia, provavelmente, de adega e por um outro local cuja abóbada está desmoronada mas da qual se veem vestígios nas paredes perimetrais. 
Para se alcançar o piano nobile (piso nobre) da villa deve subir-se uma escadaria exterior apoiada na ala oeste. Esta escadaria também era reflectida na ala leste, mas foi removida em época passada. Subdos os dezassete degraus, atinge-se um terraço que em tempos ocupava todo o desenvolvimento do bloco central mas que agora se limita à entrada principal. Desmoronada a abóbada do piso abaixo, o pavimento que nela se apoiavache oi substituido por uma plataforma em madeira, também esta agora desmoronada. Contudo, a abóbada do grande salão desabou e nas suas paredes estruturais são visíveis alguns restos de afresco.
O ático, que provavelmente tinha só uma função decorativa para dar volume à vila, eleva-se três metros acima do nível dos telhados das alas leste e oeste, completando-se com três janelas que olham o lago e outras três voltadas para o monte.

### Ala oeste
Graças à sua posição oposta à corrente, e quase protegida pelo resto da villa, a ala oeste é a parte do palácio que foi menos atingida pela aluvião devastadora. Estruturalmente, conserva o original desenvolvimento dos locais em quatro pisos e quase miraculosamente, dado o total abandono, também chegaram até nós as suas decorações que variam dos estuques da abóbada afrescada à disposição dos ladrilhos dos pavimentos e das pinturas murais aos tectos em madeira soberbamente decorados a fogo. As fachadas oeste, sul e leste ainda mantêm os estuques setecentistas autênticos e restos de cor sobre os mesmos testemunham a tinta ocre que a villa possuia. Para aceder ao interior, pode passar-se por uma porta sob a escadaria externa, por duas portas no lado sul, ou ainda pelo vão de escadas através dum portão setecentista em madeira, magnificamente conservado.
O piso térreo divide-se em quatro compartimentos: uma cozinha, uma saleta, um salão e o vão de escada. As amplas cozinhas são caracterizadas por uma abóbada em forma de guarda-chuva com oito raios e por uma grande chaminé baixa que servia para cozinhar os alimentos. A saleta, de apenas 8 metros quadrados, possui uma esplêndida abóbada de aresta afrescada com motivos barrocos, mas deteriorada pelas infiltrações da humidade proveniente das perdas de água do tecto e que passa pelos locais superiores. O salão, também esse com abobada em forma de guarda-chuva com oito raios, não apresenta lareiras nem decorações murais. Provavelmengte servia de depósito desde a sua origem.
Para aceder ao primeiro andar pode utilizar-se a escadaria exterior ou subir uma escada de mão pelo vão de escadas.  disposiçãpo dos locais é semelhante à do piso térreo, mas as abóbadas tornaram-se repulsivos adornos de afrescos e estuques. O salão mais a sul da ala oeste tem como motivo ornamental um afresco, extremamente deteriorado e de difícil leitura, representando o deus Apolo sentado numa núvem que deixa o Olimpo para transportar o sol no céu, tudo contornado por um tecto em estuque finamente trabalhado, no qual se notam cabeças de poetas e águias. Nas paredes apenas são visíveis fragmentos de crostas de afrescos. O pavimento é em ladrilho disposto segundo o esquema de espinha de peixe. Como testemunho da utilização da villa para fins agrícolas, ainda está presente uma pilha de feno em volta da parede sul. O outro grande salão, que se encontra geometricamente sobre as cozinhas, era adornado por um afresco que representava a cena bíblica de Dalila enquanto está para cortar os cabelos a Sansão. Este grande afresco, que occupava uma superfície de 12 metros quadrados, foi arrancado para ser vendido nos inícios da década de 1950. No entanto, esta remoção foi rápida e mal feita pois, de facto, ainda é visível parte do fundo no rodapé. Como prova da tarefa, permanecem no salão os andaimes que serviram para a remoção. Através do exame destes dois afrescos pode pôr-se a hipótese de que no interior da villa existisse um ciclo de pinturas de tema mitológico, de grande moda no período barroco e neoclássico. Por fim, a saleta a norte do salão Apolo é aquela que conserva melhor as pinturas murais com motivos florais, cobertas por uma abóbada onde o estuque e cores se encontram para criar exuberantes e laboriosas decorações douradas num fundo azul noite, realizando um forte constraste de claro-escuro. O vão de escada que sobe até ao sótão é formado por degraus em Granito de San Fedelino. Subindo outros dois patamares do primeiro andar, alcança-se uma saleta escondida, conseguida entre o cume das abóbadas e o pavimento em madeira do segundo andar. Curioso achado arquitectónico, não apresenta qualquer abertura com o exterior e é privada de ornamentos. 
Atingindo o segundo andar, nota-se a extrema degradação da villa. De facto, onde o telhado se desmoronou, ervas, fetos e bolor crescem imperturbáveis nas paredes e traves. A acção mecânica das raízes, pela acção do vento, prejudica a estabilidade das abóbadas situadas abaixo, aumentando o perigo de desmoronamento. Só a parte da ala virada a sul mantém um precário manto de cobertura. Este, porém, ainda mantém visíveis os tectos trabalhados a fogo e os paviemntos em ladrilhos apoiados no chão de madeira. Os pavimentos da zona leste desmoronaram-se, tornando impossível a documentação de outras decorações murais nos restantes locais. Subindo mais um piso, chega-se ao sótão, cujas traves, com o seu estado de conservação, sugerem que não se prossiga. A leste, nota-se a entrada do ático.

## O jardim
Os elementos constituintes do jardim à italiana ainda hoje documentáveis são o enorme portão de entrada do palácio (construído segundo desenho do arquitecto Valtellinese Ligari), em ferro forjado, reutilizado para o jardim da Villa Camilla em Domaso e ainda visível quando se transita pela estrada nacional para o lago. Alguns muros de contenção dos tanques encontrados em Abril de 1991 na sequência de escavações para as fundações das casas em banda no cruzamento da Via 4. No verão de 2004, em frente à fachada oeste, como resultado de deslocações de terreno, reaflorou na sua quase totalidade um ninfeu. Na parte noroeste do jardim, em frente à fachada oeste, existia uma geladeira para o armazenamento de gelo e a conservação dos alimentos.